# Il giovane ispettore Morse
Il giovane ispettore Morse (Endeavour) è una serie televisiva britannica, prequel della serie Ispettore Morse tratta dai romanzi di Colin Dexter. Composta da 9 stagioni e 36 episodi (incluso un episodio pilota), in patria la serie è stata trasmessa in prima visione sulla rete ITV dal 2 gennaio 2012 al 12 marzo 2023.
In Italia, la serie ha debuttato con l'episodio pilota il 2 giugno 2019 su Paramount Network, mentre gli altri episodi sono andati in onda dal 14 giugno 2019 al 27 maggio 2020. Da ottobre 2022, gli episodi già trasmessi vanno di nuovo in onda sul canale Giallo. La quinta stagione è andata in onda su Giallo dal 30 aprile al 4 giugno 2023. La sesta stagione è andata in onda su Giallo dal 22 ottobre al 12 novembre 2023. La settima stagione è andata in onda su Giallo dal 19 novembre al 3 dicembre 2023.
L'ottava stagione è andata in onda su Giallo dal 21 aprile al 5 maggio 2024. La nona ed ultima stagione è andata in onda su Giallo dal 12 al 26 maggio 2024.

## Trama
Ambientata tra il 1965 e il 1972, la serie ruota attorno alla carriera giovanile dell'ispettore Endeavour Morse dopo che ha abbandonato l'Università di Oxford al terzo anno senza laurearsi, e dopo essere entrato nella polizia alle dipendenze dei suoi superiori Thursday e Bright. Il giovane, di solida cultura e facoltà intellettuali, è appassionato ed esperto di opere liriche.
I racconti si svolgono presso il commissariato cittadino di Cowley (Oxfordshire), nel quale l'agente Morse verrà preso di mira per il suo attivismo e le indagini scomode. A partire dalla sesta stagione, Morse verrà prima assegnato al commissariato di Castle Gate Police (Sheffield), e in seguito trasferito alla nuova centrale operativa di Thames Valley.

## Episodi
| Stagione         | Episodi         | Prima TV UK | Prima TV Italia |
| ---------------- | --------------- | ----------- | --------------- |
| Episodio pilota  | Episodio pilota | 2012        | 2019            |
| Prima stagione   | 4               | 2013        | 2019            |
| Seconda stagione | 4               | 2014        | 2019            |
| Terza stagione   | 4               | 2016        | 2020            |
| Quarta stagione  | 4               | 2017        | 2020            |
| Quinta stagione  | 6               | 2018        | 2023            |
| Sesta stagione   | 4               | 2019        | 2023            |
| Settima stagione | 3               | 2020        | 2023            |
| Ottava stagione  | 3               | 2021        | 2024            |
| Nona stagione    | 3               | 2023        | 2024            |

## Produzione
L'episodio pilota è stato trasmesso nel Regno Unito il 2 gennaio 2012; ITV ha poi commissionato, a marzo dello stesso anno, altri quattro episodi da un'ora e mezza l'uno, le cui riprese sono cominciate nell'estate 2012. La prima stagione è ambientato nel 1965. Il primo episodio è stato trasmesso il 14 aprile 2013.
Successivamente, la serie è stata rinnovata per una seconda stagione, di quattro episodi, che è ambientata nel 1966 ed è andata in onda nel 2014.
La terza stagione, sempre di quattro episodi, è ambientata nel 1967 ed è andata in onda a gennaio 2016; la quarta stagione, con altri quattro episodi, è ambientata anch'essa nel 1967 ed è andata in onda a gennaio 2017.
La quinta stagione, di sei episodi, è ambientata nel 1968; la sesta stagione, con quattro episodi, è ambientata nel 1969. La settima stagione, ambientata nel 1970, con riprese iniziate nel 2020, è stata invece di tre episodi.
Nell'agosto 2019, ITV ha annunciato che la serie è stata riattivata per l'ottava e la nona stagione. Le riprese dell'ottava stagione sono iniziate a marzo 2021 e si sono concluse a giugno 2021. L'ottava stagione è andata in onda nel settembre 2021. Gli episodi dell’ottava stagione sono ambientati nel 1971. Le riprese della nona stagione sono iniziate il 22 maggio 2022. Il giorno successivo è stato confermato che la nona stagione sarà l'ultima della serie. Le riprese si sono concluse definitivamente il 26 agosto 2022. La nona ed ultima stagione è andata in onda il 26 febbraio 2023, per poi terminare il 12 marzo dello stesso anno, con la trasmissione dell’episodio finale della serie. Gli episodi della nona stagione sono ambientati nel 1972.

## Colonna sonora
Il tema e la musica di scena per la serie sono stati scritti da Barrington Pheloung e hanno utilizzato un motivo basato sul codice Morse per "M.O.R.S.E.": (--/---/.-./.../.). Da rilevare che lo stesso tema musicale era già presente nella serie precedente Ispettore Morse.

## Riconoscimenti
- 2013 – Crime Thriller Awards[8]
  - Candidatura per il miglior attore non protagonista a Roger Allam
- 2015 – Satellite Award[9]
  - Candidatura per la miglior miniserie
- 2019 – British Academy Scotland Awards[10]
  - Candidatura per la miglior regia a Johnny Kenton